# Réserve écologique Louis-Ovide-Brunet
Die Réserve écologique Louis-Ovide-Brunet ist ein im Jahr 1989 auf einer Fläche von 668,57 ha eingerichtetes Schutzgebiet im Südwesten der kanadischen Provinz Québec in der regionalen Grafschaftsgemeinde Le Domaine-du-Roy.
Es liegt 20 km südlich der Gemeinde Chambord in der Gemeinde Lac-Bouchette et Saint-André-du-Lac-Saint-Jean. Es repräsentiert und schützt die für die Ökoregion am Lac Bouchette typischen Wälder, in denen die Gelb-Birke dominiert.
Das wellige Schutzgebiet befindet sich zwischen 330 und 430 m über dem Meeresspiegel. Der Untergrund besteht vielfach aus Granit und Mangerit sowie Pegmatit, auf dem während und nach der letzten Eiszeit Tillit abgelagert wurde. Von Fels und Gestein durchsetzter Podsol entstand, der, je nach Geländeform und Durchnässung, verschiedene Stärken erreicht.
Neben der Gelbbirke findet sich Pappeln und Papier-Birke, aber auch Schwarz-Fichte. Allerdings haben Ackerbau, Waldbrände, vor allem aber die Holzindustrie den Wald mehr als ein Jahrhundert lang geschädigt, so dass die Bestände meist nur 30 bis 60 Jahre alt sind. Die Nähe von Mooren, Seen und Bächen ist allerdings eine gute Grundlage für eine Erholung der Flora. Die Fauna ist von ungewöhnlichem Reichtum, so dass Bären, Füchse, Elche häufig anzutreffen sind.
Der Name des Gebiets geht auf den Botaniker Abbé Louis-Ovide Brunet (1826–1876) zurück. Er war 1848–49 und 1853 Vikar an der Kathedrale von Québec, 1858–61 unterrichtete er Botanik am Séminaire de Québec, aus dem die Universität Laval hervorging. Dort arbeitete er ebenfalls von 1863 bis 1871 und gründete das Botanik-Museum der Universität. Danach unterrichtete er Naturgeschichte und hielt auch Vorlesungen an der Pariser Sorbonne und dem dortigen Nationalmuseum für Naturgeschichte. 1870 veröffentlichte er seine größte Monographie, die Éléments de botanique et de physiologie végétale, suivis d’une petite flore simple et facile pour aider à découvrir les noms des plantes les plus communes au Canada. Seine schlechte Gesundheit zwang ihn jedoch kurz darauf, sein Amt aufzugeben.